# Kośmidry (Silésie)
Pour les articles homonymes, voir Kośmidry.
Kośmidry est une localité polonaise de la gmina de Pawonków, située dans le powiat de Lubliniec en voïvodie de Silésie.